# Iphinoe
Iphinoe är ett släkte av kräftdjur som beskrevs av Charles Spence Bate 1856. Iphinoe ingår i familjen Bodotriidae.

## Bildgalleri

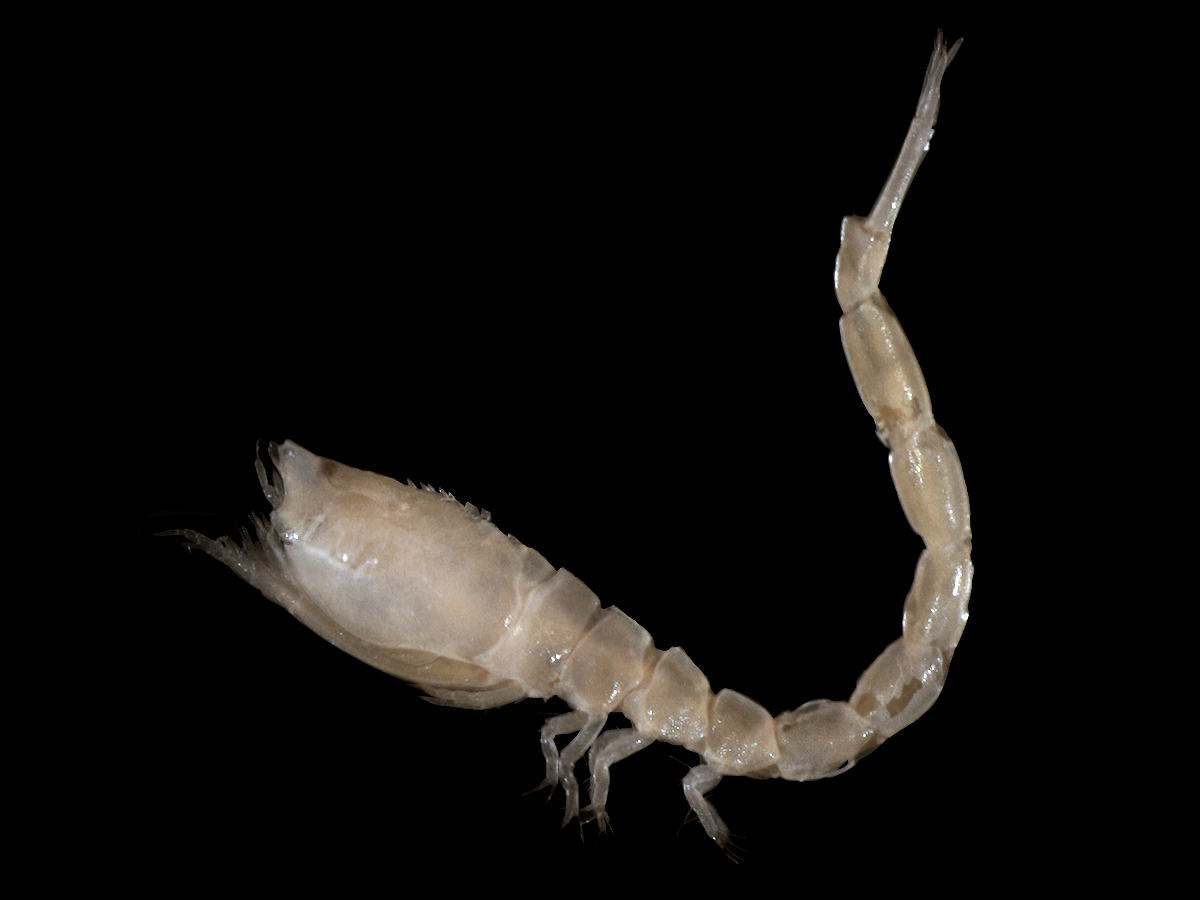
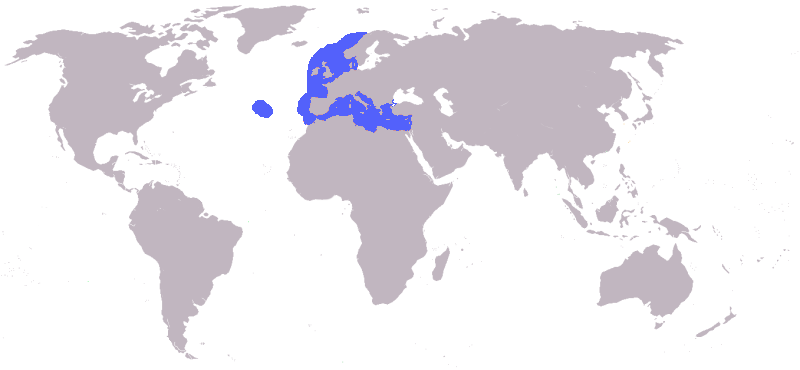
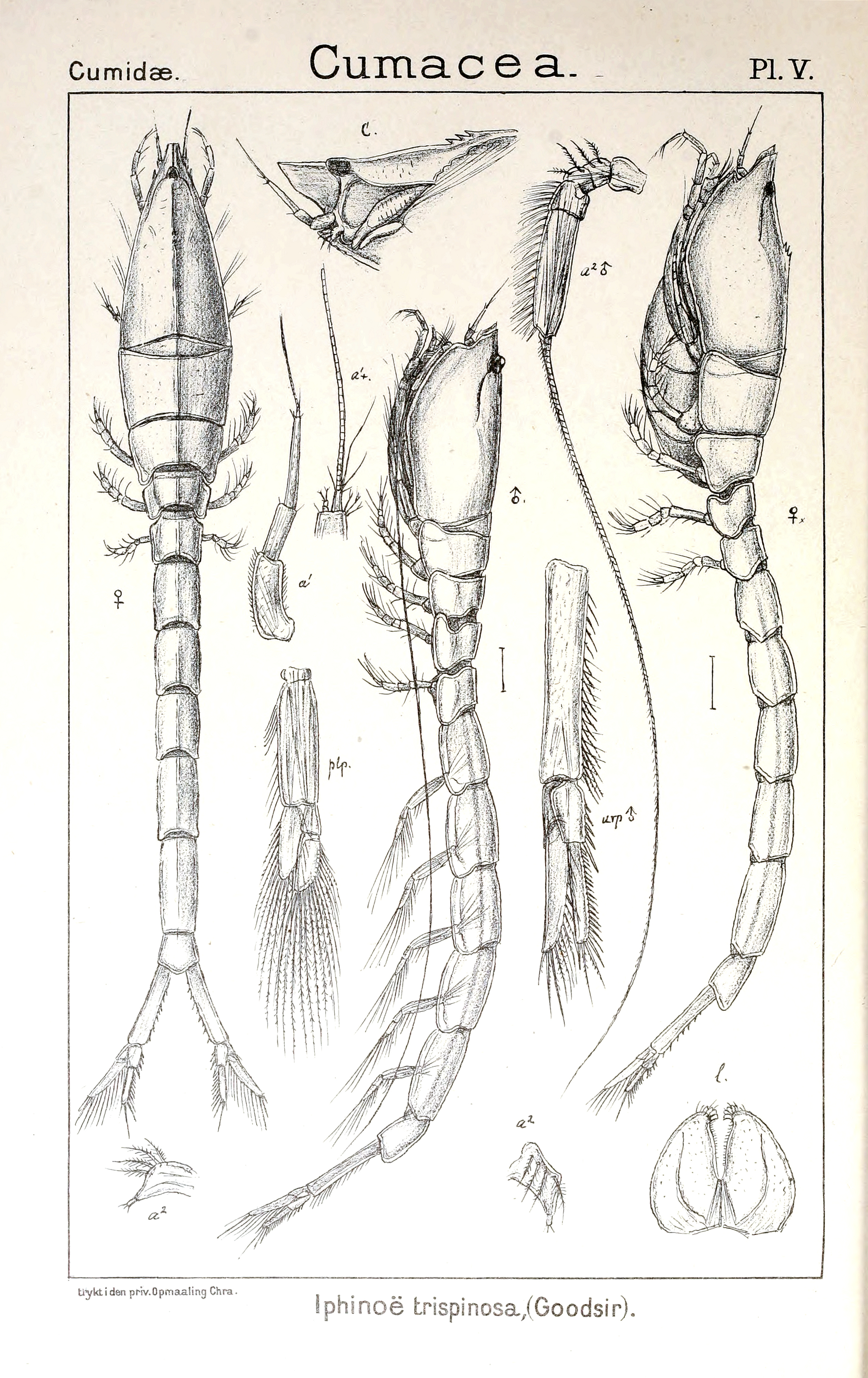
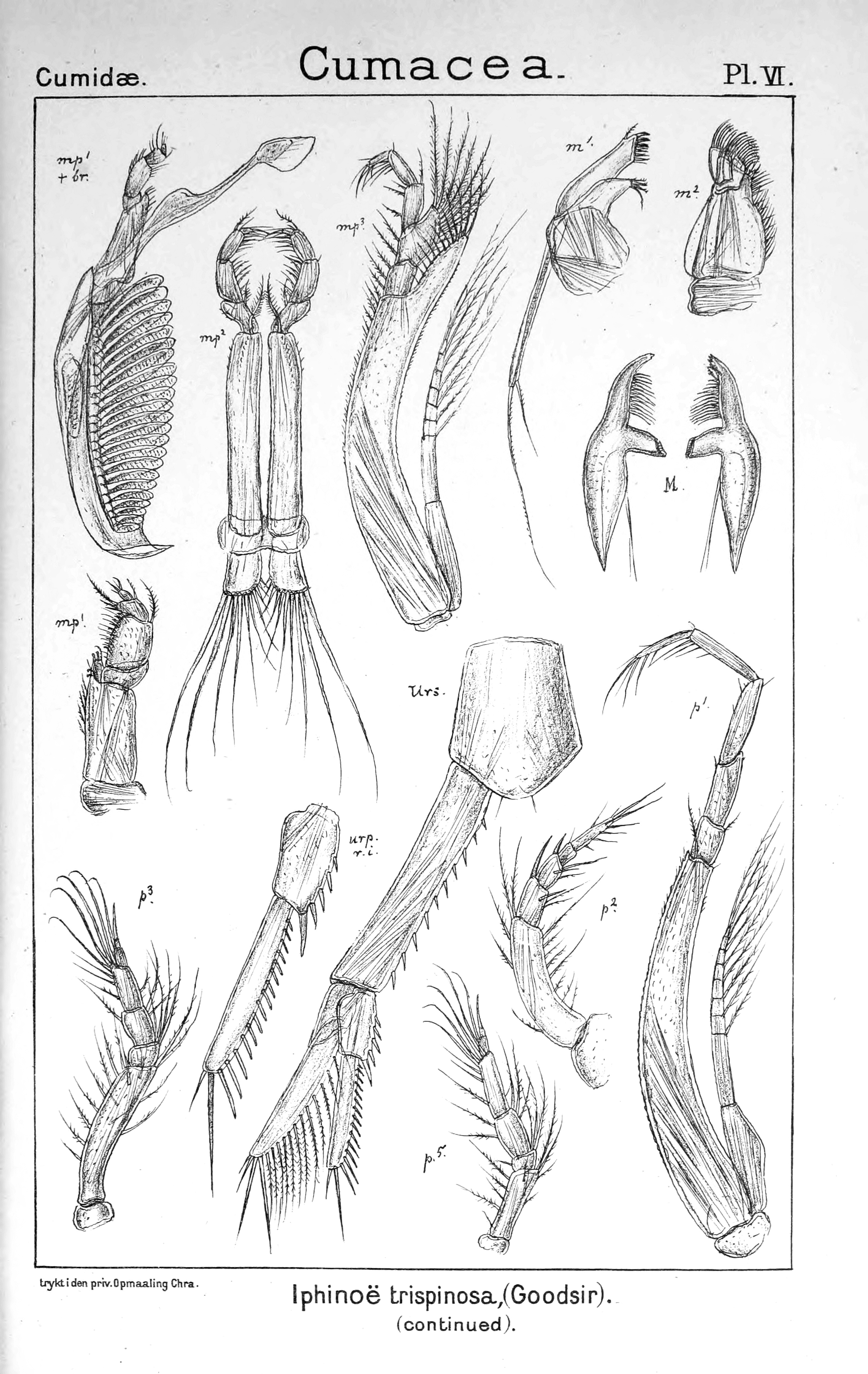

## Dottertaxa tillIphinoe, i alfabetisk ordning[1][2]
- Iphinoe acutirostris
- Iphinoe adriatica
- Iphinoe africana
- Iphinoe armata
- Iphinoe brevipes
- Iphinoe calmani
- Iphinoe capensis
- Iphinoe crassipes
- Iphinoe dayi
- Iphinoe douniae
- Iphinoe elisae
- Iphinoe fagei
- Iphinoe gurjanovae
- Iphinoe hupferi
- Iphinoe inermis
- Iphinoe insolita
- Iphinoe ischnura
- Iphinoe maculata
- Iphinoe maeotica
- Iphinoe marisrubrae
- Iphinoe pellucida
- Iphinoe pigmenta
- Iphinoe plicata
- Iphinoe pokoui
- Iphinoe producta
- Iphinoe rhodaniensis
- Iphinoe robusta
- Iphinoe sagamiensis
- Iphinoe sanguinea
- Iphinoe senegalensis
- Iphinoe serrata
- Iphinoe stebbingi
- Iphinoe tenella
- Iphinoe tenera
- Iphinoe trispinosa
- Iphinoe truncata
- Iphinoe zimmeri